# Emoia bogerti
Emoia bogerti är en ödleart som beskrevs av Brown 1953. Emoia bogerti ingår i släktet Emoia och familjen skinkar. Inga underarter finns listade i Catalogue of Life.